# Ромалло
Рома́лло (итал. Romallo) — упраздённая коммуна в Италии, располагается в провинции Тренто области Трентино-Альто-Адидже. Ныне является фракцией коммуны Новелла.
Население коммуны, на 31.12.2019 года, составляет 611 человек, плотность населения — 249,91 чел./км². Коммуна занимала площадь 2,44 км². 
Почтовый индекс — 38028. Телефонный код — 0463.
Покровителем коммуны почитается святой Виталий Медиоланский, день его памяти ежегодно отмечается 28 апреля.

## История
Коммуна Ромалло была упразднена 1 января 2020 года, с целью создания новой коммуны Новелла. Она была создана путём объединения Ромалло с соседними муниципалитетами Брец, Каньо, Клоц и Рево.

## Демография
Динамика населения:

## Администрация коммуны
- Официальный сайт: https://web.archive.org/web/20100619125809/http://www.comuneromallo.it/